# Ложниково (Подойницынское сельское поселение)
Ложниково — село в Балейском районе Забайкальского края России, входит в состав сельского поселения «Подойницынское».

## География
Село находится в центральной части района, на правом берегу реки Унда, на расстоянии примерно 4 км (по прямой) к северо-востоку от города Балей, административного центра района.
Климат
Климат характеризуется как резко континентальный с продолжительной холодной малоснежной зимой. Абсолютный минимум температуры воздуха самого холодного месяца (января) составляет −45,5 °C; абсолютный максимум самого тёплого месяца (июля) — 39,2 °C. Среднегодовое количество атмосферных осадков составляет 308,3 мм.
Часовой пояс
Село Ложниково находится в часовой зоне МСК+6. Смещение применяемого времени относительно UTC составляет +9:00.

## Население
| 1989 | 2002 | 2010 | 2021 |
| ---- | ---- | ---- | ---- |
| 158  | ↗171 | ↘124 | ↗136 |

### Национальный состав
Согласно результатам переписи 2002 года, в национальной структуре населения русские составляли 97 % из 171 чел.

## Инфраструктура
В селе функционируют дом культуры, школа и библиотека.